# گورستان پشامگ ۲
گورستان پشامگ ۲ مربوط به دوره اشکانیان - سده‌های متاخر دوران‌های تاریخی پس از اسلام است و در شهرستان سرباز، بخش مرکز ی، دهستان مورتان، ۲ کیلومتری غرب روستای پشامگ واقع شده و این اثر در تاریخ ۲۷ اسفند ۱۳۸۷ با شمارهٔ ثبت ۲۶۴۷۴ به‌عنوان یکی از آثار ملی ایران به ثبت رسیده است.